# BIEM
BIEM (фр. Bureau International des Sociétés Gérant les Droits d'Enregistrement et de Reproduction Mécanique) — міжнародне бюро організацій, керуючих правами механічного запису і відтворення. 
BIEM створена 21 січня 1929 року у Парижі, де і знаходиться зараз штаб-квартира організації. 
Початкову назву «Міжнародне бюро музично-механічного видавництва», було змінено у 1968 році у рамках реформи уставу організації, відповідно до якої BIEM припинило бути власником прав на механічне відтворення.
У наш час організація регуляє порядок отримання дозволу на використання «Всесвітнього репертуру», що включає твори, права на котрі керуються організаціями, що входять до BIEM.
Зараз бюро представляє 51 організацію із 54 країн.